# Андреевка (Новосанжарский район)
Андре́евка (укр. Андріївка) — село, Соколово-Балковский сельский совет, Новосанжарский район, Полтавская область, Украина.
Код КОАТУУ — 5323486002. Население по переписи 2001 года составляло 590 человек. Телефонный код +380 5344.

## Географическое положение
Площадь — 1,75 км². Село Андреевка примыкает к селу Соколова Балка. По селу протекает пересыхающий ручей с запрудой.

## История
- 1830 — дата основания.

## Известные жители и уроженцы
- Безверхий, Алексей Игнатьевич — Герой Советского Союза.
- Сафронова, Екатерина Григорьевна (1915—1999) — Герой Социалистического Труда.

## Экономика
- ООО «Им. Шевченко».

## Объекты социальной сферы
- Андреевская специальная общеобразовательная школа-интернат.
- Клуб.